# Горнсбі-Бенд (Техас)
Горнсбі-Бенд (англ. Hornsby Bend) — переписна місцевість (CDP) в США, в окрузі Тревіс штату Техас. Населення — 12 168 осіб (2020).

## Географія
Горнсбі-Бенд розташоване за координатами 30°14′42″ пн. ш. 97°35′0″ зх. д. / 30.24500° пн. ш. 97.58333° зх. д. (30.244960, -97.583273).  За даними Бюро перепису населення США в 2010 році переписна місцевість мала площу 4,41 км², уся площа — суходіл.

## Демографія
Згідно з переписом 2010 року, у переписній місцевості мешкала 6791 особа в 1874 домогосподарствах у складі 1542 родин. Густота населення становила 1538 осіб/км².  Було 1980 помешкань (448/км²).
Расовий склад населення:
| - 49,0 % — білих - 27,2 % — чорних або афроамериканців - 1,8 % — корінних американців - 0,8 % — азіатів - 0,1 % — вихідців з тихоокеанських островів - 18,3 % — осіб інших рас |

До двох чи більше рас належало 2,8 %. Частка іспаномовних становила 60,2 % від усіх жителів.
За віковим діапазоном населення розподілялося таким чином: 37,9 % — особи молодші 18 років, 59,6 % — особи у віці 18—64 років, 2,5 % — особи у віці 65 років та старші. Медіана віку мешканця становила 26,7 року. На 100 осіб жіночої статі у переписній місцевості припадало 96,4 чоловіків;  на 100 жінок у віці від 18 років та старших — 92,0 чоловіків також старших 18 років.
Середній дохід на одне домашнє господарство  становив 59 535 доларів США (медіана — 49 077), а середній дохід на одну сім'ю — 55 493 долари (медіана — 42 447). Медіана доходів становила 27 393 долари для чоловіків та 27 941 долар для жінок. За межею бідності перебувало 18,1 % осіб, у тому числі 28,2 % дітей у віці до 18 років та 13,3 % осіб у віці 65 років та старших.
Цивільне працевлаштоване населення становило 4157 осіб. Основні галузі зайнятості: будівництво — 19,0 %, освіта, охорона здоров'я та соціальна допомога — 15,3 %, виробництво — 11,6 %, мистецтво, розваги та відпочинок — 10,4 %.